# Opti-Wohnwelt
Die Opti-Wohnwelt Föst GmbH & Co. KG ist ein deutsches Unternehmen mit Sitz in Niederlauer. Opti-Wohnwelt zählt zu den größeren  Möbelhändlern in Deutschland.
Opti-Wohnwelt wurde 1979 von den Brüdern Wolfgang und Michael Föst als Nachfolgeunternehmen von PVC-Föst, Mellrichstadt gegründet und eröffnete 1979 sein erstes Möbelhaus. Später wurden andere Möbelhändler übernommen, darunter Möbel Mahler und mehrere ehemalige Roller-Standorte. Zwischenzeitlich gehörten 41 Möbelhäuser zum Unternehmen, Stand Januar 2025 werden noch 23 Filialen betrieben. Das Familienunternehmen wird von Oliver und Michael Föst geleitet.
2021 lag der Umsatz bei 141 Millionen Euro. Bei Opti-Wohnwelt und seinen Tochterunternehmen arbeiten über 1200 Arbeiter und Angestellte.
Ende Juli 2024 wurde bekannt, dass das Unternehmen einen Insolvenzantrag gestellt hat.
Ende September 2024 wurde die Schließung folgender Standorte angekündigt: Karlsruhe, Kaufbeuren, Mühldorf, Nürnberg, Pforzheim, Regensburg und Würzburg.